# Clark Bishop
Clark Bishop, född 29 mars 1996, är en kanadensisk professionell ishockeyforward som är kontrakterad till Carolina Hurricanes i National Hockey League (NHL) och spelar för Charlotte Checkers i American Hockey League (AHL). Han har tidigare spelat för Florida Everblades i ECHL och Cape Breton Screaming Eagles i Ligue de hockey junior majeur du Québec (LHJMQ).
Bishop draftades i femte rundan i 2014 års draft av Carolina Hurricanes som 127:e spelare totalt.

## Statistik
| 2011–2012    | St. John's Privateers        | NLMMHL       | 23  | 18 | 20 | 38  | 45  | 8  | 3 | 6 | 9  | 10 |
| 2012–2013    | Cape Breton Screaming Eagles | LHJMQ        | 58  | 8  | 14 | 22  | 33  | —  | — | — | —  | —  |
| 2013–2014    | Cape Breton Screaming Eagles | LHJMQ        | 56  | 14 | 19 | 33  | 54  | 4  | 1 | 0 | 1  | 8  |
| 2014–2015    | Cape Breton Screaming Eagles | LHJMQ        | 38  | 19 | 16 | 35  | 54  | 7  | 5 | 3 | 8  | 4  |
| 2015–2016    | Cape Breton Screaming Eagles | LHJMQ        | 50  | 16 | 23 | 39  | 86  | 3  | 1 | 2 | 3  | 0  |
| 2016–2017    | Charlotte Checkers           | AHL          | 42  | 2  | 4  | 6   | 11  | —  | — | — | —  | —  |
|              | Florida Everblades           | ECHL         | 21  | 3  | 8  | 11  | 16  | —  | — | — | —  | —  |
| 2017–2018    | Charlotte Checkers           | AHL          | 68  | 7  | 21 | 28  | 32  | 8  | 2 | 0 | 2  | 8  |
| 2018–2019    | Carolina Hurricanes          | NHL          | 1   | 0  | 0  | 0   | 0   | —  | — | — | —  | —  |
|              | Charlotte Checkers           | AHL          | 4   | 1  | 2  | 3   | 8   | —  | — | — | —  | —  |
| NHL totalt   | NHL totalt                   | NHL totalt   | 1   | 0  | 0  | 0   | 0   | —  | — | — | —  | —  |
| AHL totalt   | AHL totalt                   | AHL totalt   | 114 | 10 | 27 | 37  | 51  | 8  | 2 | 0 | 2  | 8  |
| LHJMQ totalt | LHJMQ totalt                 | LHJMQ totalt | 202 | 57 | 72 | 129 | 227 | 14 | 7 | 5 | 12 | 12 |

### Internationellt
| Källa: Uppdaterad: 2018-10-21 | Källa: Uppdaterad: 2018-10-21 | Källa: Uppdaterad: 2018-10-21 |         | Utv = Utvisningsminuter | Utv = Utvisningsminuter | Utv = Utvisningsminuter | Utv = Utvisningsminuter | Utv = Utvisningsminuter |
| År                            | Lag                           | Mästerskap                    | Matcher | Mål                     | Assists                 | Poäng                   | Utv                     |                         |
| ----------------------------- | ----------------------------- | ----------------------------- | ------- | ----------------------- | ----------------------- | ----------------------- | ----------------------- | ----------------------- |
| 2013                          | Kanada                        | Ivan Hlinka                   | 5       | 1                       | 0                       | 1                       | 4                       |                         |
| 2014                          | Kanada                        | U18-VM                        | 7       | 0                       | 1                       | 1                       | 2                       |                         |
| Junior totalt                 | Junior totalt                 | Junior totalt                 | 12      | 1                       | 1                       | 2                       | 6                       |                         |